# فهرست سرزمین‌هایی که هندوستانی یک زبان رسمی در آنجا است

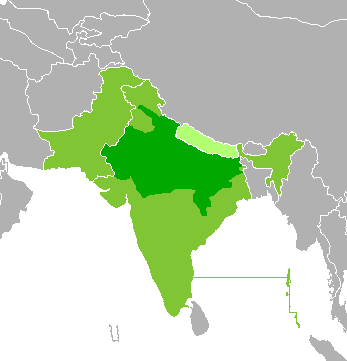
مناطق هندی‌زبان
زبان بومی و بیشینه
زبان رسمی
زبان دوم یا غیررسمی

در اینجا فهرست سرزمین‌هایی که که زبان رسمی‌شان هندوستانی است، ارائه شده‌است. هندی معیار، نگاشت سانسکریت شده‌ای است که از گویش کهری بولی زبان هندی به‌دست آمده‌است اما اردو نگاشت عربی شده همان گویش است. این دو نگاشت در کنار هم به‌طور تاریخی به هندوستانی معروف هستند.

## زبان رسمی
| کشور    | منطقه     | جمعیت         | وضعیت                                               |
| ------- | --------- | ------------- | --------------------------------------------------- |
| هند     | آسیا      | ۱٬۳۶۷٬۷۰۳٬۱۱۰ | هندی زبان رسمی کشور همراه با انگلیسی                |
| پاکستان | آسیا      | ۲۲۰٬۸۹۲٬۳۳۱   | اردو زبان رسمی کشور همراه با انگلیسی                |
| فیجی    | اقیانوسیه | ۸۸۹٬۳۲۷       | هندوستانی زبان رسمی کشور همراه با انگلیسی و فیجیایی |
| مجموع   |           | ۱٬۵۸۹٬۴۸۴٬۷۶۸ |                                                     |

## زبان اقلیت
| کشور          | منطقه  | جمعیت       | وضعیت |
| ------------- | ------ | ----------- | --- |
| بنگلادش       | آسیا   | ۱۶۹٬۳۷۳٬۳۴۸ | بیش از نیمی از مردم کشور هندی و اردو را می‌فهمند. |
| نپال          | آسیا   | ۲۹٬۹۹۶٬۴۷۸  | بیش از ۱٬۳۰۰٬۰۰۰ نفر از مردم این کشور زبان هندی را می‌فهمند.                                                                                                 |
| آفریقای جنوبی | آفریقا | ۵۹٬۶۲۲٬۳۵۰  | بیش از ۴۳۶٬۰۰۰ نفر از مردم این کشور زبان هندی را می‌فهمند. مطابق قانون اساسی، هندی یک زبان حفاظت‌شده در این کشور است و دولت موظف به ترویج و احترام به آن است. |
| مجموع         |        | ۲۴۹٬۹۹۲٬۱۷۶ | |